# Andrianjaka Razakatsitakatrandriana
Andrianjaka Razakatsitakatrandriana, ook wel Andrianjakatsitakatrandriana genoemd, was koning van het Koninkrijk Imerina in Madagaskar en regeerde in de periode van circa 1670 tot circa 1675. Hij was de oudste zoon en troonopvolger van zijn vader, koning Andriantsimitoviaminandriandehibe en werd opgevolgd door zijn pleegbroer Andriamasinavalona.

## Vroege jaren
Andrianjaka Razakatsitakatrandriana werd in Analamanga geboren als Lamboritakatra en was de eerste zoon van koning Andriantsimitoviaminandriandehibe. Tijdens het leven van zijn vader regeerde Andrianjaka Razakatsitakatrandriana over de stad Antananarivo en het gebied ten westen ervan, waar ook de heilige heuvels van Ambohidrabiby en Ambohimanga onder vielen. Andrianjakanavalondambo (later Andriamasinavalona genoemd) was de jongere pleegbroer van Andrianjaka Razakatsitakatrandriana en liet al snel zien dat hij een geschiktere troonopvolger was. Andriantsimitoviaminandriandehibe besloot echter om de traditie van de Merina te handhaven, volgens welke de oudste moest regeren vóór de jongere.

## Regering
Rond 1675 begon Andrianjaka Razakatsitakatrandriana met regeren. Hij trouwde tweemaal, eerst met Ravololontsimitovy van de Andriantsimitoviaminandriandehibe-clan en later met Rafoloarivo van de Andriamanjakatokana-clan. Uit deze huwelijken kwamen vier zoons en zes dochters. Tijdens de regering van Andrianjaka Razakatsitakatrandriana woonde zijn jongere broer Andrianjakanavalondambo in de rova (versterkt koninklijk fort) van Alasora.
Al vroeg tijdens zijn regering liet Andrianjaka Razakatsitakatrandriana zien hoe ongeschikt hij was om te regeren en er heerste veel ontevredenheid onder zijn onderdanen. De politieke adviseur Andriamampandry besloot daarom om hem en zijn broer Andrianjakanavalondambo aan een test te onderwerpen. Hij bezocht de koning en vroeg wat te eten, maar Andrianjaka Razakatsitakatrandriana verklaarde hem dat hij niets had wat hij kon delen. Voordat Andriamampandry vertrok, vroeg hij de koning hoeveel harten hij had, waarop de koning antwoordde dat hij er slechts één had. Vervolgens bezocht Andriamampandry de jongere Andrianjakanavalondambo en deze bood hem aan om samen een maaltijd te genieten. Andriamampandry vroeg hem hetzelfde, namelijk hoeveel harten Andrianjakanavalondambo had, waarop deze antwoordde dat hij er twee had.

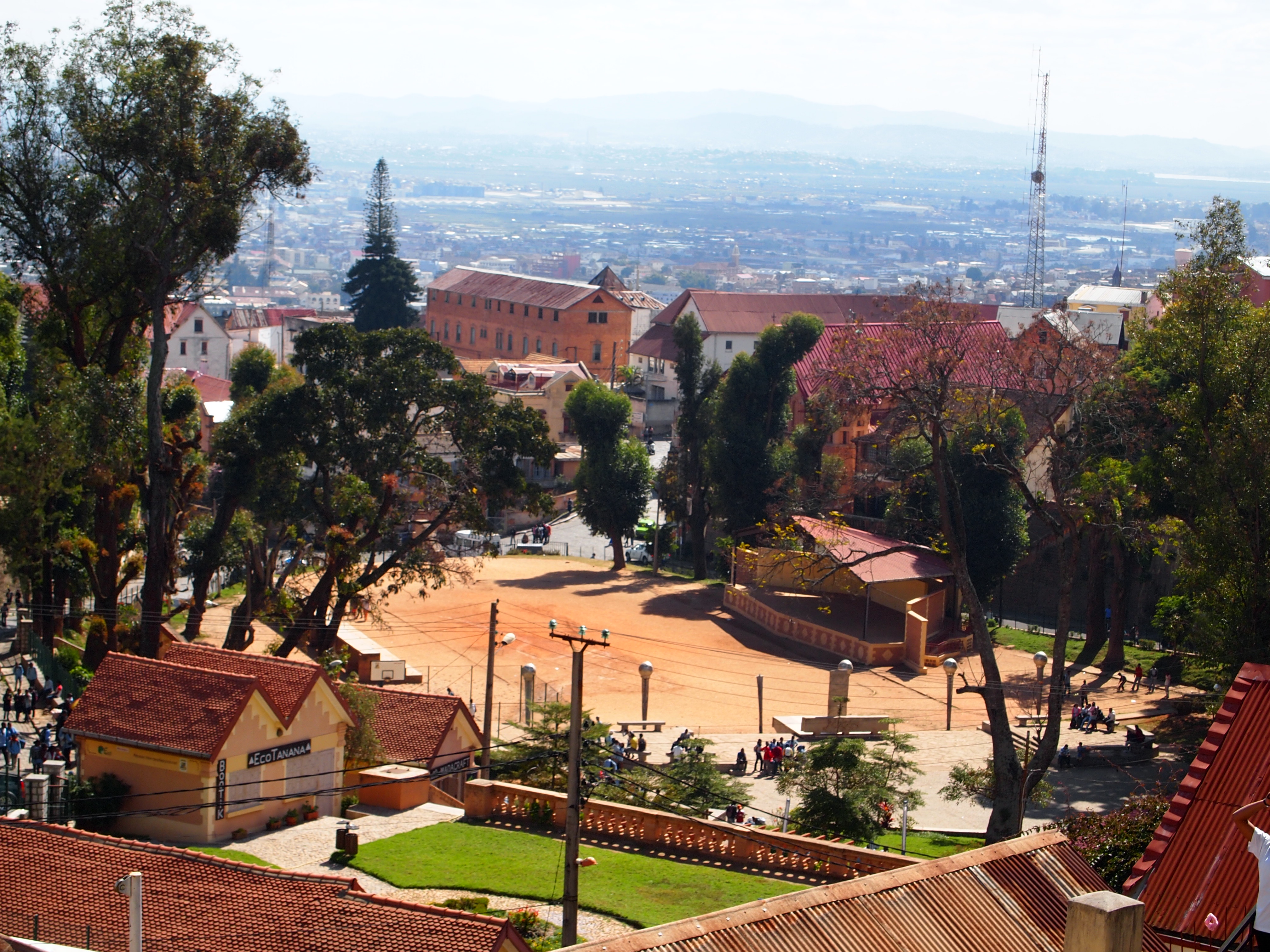
Andriamampandry, de koninklijke adviseur, brandde het dorp Andohalo plat, waarop Andriamasinavalona op het terrein een publiek plein maakte.

Er bestaan drie gedocumenteerde versies van wat er vervolgens gebeurde. Deze zijn beschreven in het 19e-eeuws werk Tantara ny Andriana eto Madagasikara, de eerste documentatie van de Merina-vertellingen. Volgens de eerste versie hield Andriamampandry een publieke bijeenkomst, waarin hij uitlegde dat mensen met één hart zelfzuchtig zijn, terwijl zij die er twee bezitten juist vrijgevig zijn. Andriamampandry ging hierop naar de koning en vertelde hem over de ontevredenheid van het volk. Vervolgens adviseerde hij de koning om te vluchten. Andrianjaka Razakatsitakatrandriana deed dit, maar tegelijkertijd vertrok zijn broer Andrianjakanavalondambo naar het paleis om de troon te bestijgen. Ondertussen verbrandde Andriamampandry het dorp Andohalo, net buiten de paleismuren. Wanneer Andrianjaka Razakatsitakatrandriana terugkeerde, zag hij de resten van het dorp en zijn broer op de troon als koning Andriamasinavalona, een naam die Andriamampandry hem had gegeven. Andrianjaka Razakatsitakatrandriana vluchtte daarop naar het koninkrijk Boina om Sakalava-soldaten te ronselen. Op de terugweg verlieten de soldaten hem echter weer; zij hadden niet verwacht dat de reis zo lang zou duren. Zo kwam Andrianjaka Razakatsitakatrandriana alleen aan in de Rova van Antananarivo en zat er voor hem niets anders op dan zich te onderwerpen aan zijn jongere broer. Deze liet hem in leven en verbande hem naar het dorp Ankadimbahoaka.
Volgens de tweede versie van dit verhaal beweerde Andrianjakanavalondambo over zichzelf dat hij zowel drie harten, twee harten als een hart had. Bovendien verklaart deze versie dat Andriamampandry de koning tot de reis aanzette om een zeboe te offeren aan de razana (overleden voorouders).
In de derde versie speelt de sampy Kelimalaza een grote rol, dit koninklijk amulet zou de oorzaak zijn van het succes van Andriamasinavalona's troonbestijging.

## Overlijden
Andrianjaka Razakatsitakatrandriana stierf in Ankadimbahoaka en werd begraven in Ambohimanatrika. Het verbrande gebied waar het dorp Andohalo stond werd hernoemd naar Ambohimanoro (Malagassisch: 'verbrande heuvel') en werd een verboden plek voor alle volgende Merina-vorsten.